# The 20/20 Experience: 2 of 2
 (novembre 2014).
Si vous disposez d'ouvrages ou d'articles de référence ou si vous connaissez des sites web de qualité traitant du thème abordé ici, merci de compléter l'article en donnant les références utiles à sa vérifiabilité et en les liant à la section « Notes et références ».
Albums de Justin Timberlake
The 20/20 Experience
(2013) Man of the Woods
(2018)
Singles
1. Take Back The Night
Sortie : 15 juillet 2013
2. TKO
Sortie : 23 septembre 2013
3. Not A Bad Thing
Sortie : 24 février 2014

The 20/20 Experience: 2 Of 2 est le 4e album studio de Justin Timberlake sorti le 27 septembre 2013 en Amérique du Nord. Il fait partie d'un projet de deux albums, commencé quelques mois plus tôt avec The 20/20 Experience, qui contiennent chacun 10 chansons.

## Singles
Le 1er single de cet album est Take Back The Night, sorti le 12 juillet 2013 sur iTunes Store, soit le même jour que les précommandes de l'album.
Le second single, TKO, est sorti le 23 septembre 2013.
Le troisième single, Not A Bad Thing, est sorti le 24 février 2014.

## Sortie
Le 16 mars 2013, le producteur Questlove annonce que Justin Timberlake va, à la suite de The 20/20 Experience, sortir un nouvel album initialement prévu pour novembre 2013. Il explique également le concept de 20/20 : « 10 chansons maintenant...10 chansons plus tard : 20 visions ». Jerome "J-Roc" Harmon confirme ensuite les propos de Questlove et ajoute que cet album provient de chansons non utilisées pour The 20/20 Experience.
En mai 2013, Justin Timberlake annonce que l'album ne sortira pas en novembre mais fin septembre 2013. L'album est disponible en précommande sur iTunes Store dès le 12 juillet 2013, soit le jour de la sortie du 1er single, "Take Back the Night".

## Liste des pistes
| Édition standard | Édition standard                 | Édition standard                                                           | Édition standard                     | Édition standard | Édition standard | Édition standard | Édition standard | Édition standard | Édition standard |
| No               | Titre                            | Auteur                                                                     | Producteur(s)                        | Durée            |                  |                  |                  |                  |                  |
| ---------------- | -------------------------------- | -------------------------------------------------------------------------- | ------------------------------------ | ---------------- | ---------------- | ---------------- | ---------------- | ---------------- | ---------------- |
| 1.               | Gimme What I Don't Know (I Want) | Justin Timberlake, Timothy Mosley, Jerome "J-Roc" Harmon, James Fauntleroy | Timbaland, Timberlake, Harmon        | 5:15             |                  |                  |                  |                  |                  |
| 2.               | True Blood                       | Mosley, Timberlake, Harmon                                                 | Timbaland, Timberlake, Harmon        | 9:31             |                  |                  |                  |                  |                  |
| 3.               | Cabaret (featuring Drake)        | Timberlake, Mosley, Aubrey Graham, Harmon, Fauntleroy, Daniel Jones        | Timbaland, Timberlake, Harmon, Jones | 4:32             |                  |                  |                  |                  |                  |
| 4.               | TKO                              | Timberlake, Mosley, Harmon, Fauntleroy, Barry White                        | Timbaland, Timberlake, Harmon        | 7:04             |                  |                  |                  |                  |                  |
| 5.               | Take Back the Night              | Timberlake, Mosley, Harmon, Fauntleroy                                     | Timbaland, Timberlake, Harmon        | 5:53             |                  |                  |                  |                  |                  |
| 6.               | Murder (featuring Jay Z)         | Timberlake, Mosley, Shawn Carter, Harmon, Fauntleroy                       | Timbaland, Timberlake, Harmon        | 5:07             |                  |                  |                  |                  |                  |
| 7.               | Drink You Away                   | Timberlake, Mosley, Harmon, Fauntleroy                                     | Timbaland, Timberlake, Harmon        | 5:31             |                  |                  |                  |                  |                  |
| 8.               | You Got It On                    | Timberlake, Mosley, Harmon, Fauntleroy                                     | Timbaland, Timberlake, Harmon        | 5:55             |                  |                  |                  |                  |                  |
| 9.               | Amnesia                          | Timberlake, Mosley, Harmon, Fauntleroy, Jones                              | Timbaland, Timberlake, Harmon, Jones | 7:04             |                  |                  |                  |                  |                  |
| 10.              | Only When I Walk Away            | Timberlake, Mosley, Harmon, Fauntleroy, Amedeo Minghi                      | Timbaland, Timberlake, Harmon        | 7:05             |                  |                  |                  |                  |                  |
| 11.              | Not a Bad Thing                  | Timberlake, Mosley, Harmon, Fauntleroy                                     | Timbaland, Timberlake, Harmon        | 11:28            |                  |                  |                  |                  |                  |
| 12.              | Pair of Wings (morceau caché)    | Timberlake                                                                 | Timberlake                           |                  |                  |                  |                  |                  |                  |
| 74:25            |                                  |                                                                            |                                      |                  |                  |                  |                  |                  |                  |

| Édition Deluxe (disque 2) | Édition Deluxe (disque 2) | Édition Deluxe (disque 2)              | Édition Deluxe (disque 2)     | Édition Deluxe (disque 2) | Édition Deluxe (disque 2) | Édition Deluxe (disque 2) | Édition Deluxe (disque 2) | Édition Deluxe (disque 2) | Édition Deluxe (disque 2) |
| No                        | Titre                     | Auteur                                 | Producteur(s)                 | Durée                     |                           |                           |                           |                           |                           |
| ------------------------- | ------------------------- | -------------------------------------- | ----------------------------- | ------------------------- | ------------------------- | ------------------------- | ------------------------- | ------------------------- | ------------------------- |
| 1.                        | Blindness                 | Timberlake, Robin Tadross, Fauntleroy  | Rob Knox, Timberlake          | 4:48                      |                           |                           |                           |                           |                           |
| 2.                        | Electric Lady             | Timberlake, Mosley, Harmon, Fauntleroy | Timbaland, Timberlake, Harmon | 4:20                      |                           |                           |                           |                           |                           |
| 9:08                      |                           |                                        |                               |                           |                           |                           |                           |                           |                           |

## Samples
- "TKO" contient un sample de "Somebody's Gonna Off the Man" de Barry White.
- "Only When I Walk Away" contient un sample de "Lustful" d'Amedeo Minghi.

## Historique de sortie
| Pays        | Date              | Édition(s)                    | Label     |
| ----------- | ----------------- | ----------------------------- | --------- |
| Allemagne   | 27 septembre 2013 | Standard Deluxe (CD)          | Universal |
| France      | 30 septembre 2013 | Standard (CD) Deluxe (CD)     |           |
| Royaume-Uni | 30 septembre 2013 | Standard (CD, LP) Deluxe (CD) | RCA       |
| États-Unis  | 30 septembre 2013 | Standard (CD)                 | RCA       |

## Classements hebdomadaires
| Classement (2013)                   | Meilleure position |
| ----------------------------------- | ------------------ |
| Allemagne (Media Control AG)        | 4                  |
| Australie (ARIA)                    | 4                  |
| Autriche (Ö3 Austria Top 40)        | 8                  |
| Belgique (Flandre Ultratop)         | 5                  |
| Belgique (Wallonie Ultratop)        | 15                 |
| Canada (Canadian Albums)            | 1                  |
| Danemark (Tracklisten)              | 2                  |
| Espagne (Promusicae)                | 22                 |
| États-Unis (Billboard 200)          | 1                  |
| États-Unis (Top R&B/Hip-Hop Albums) | 1                  |
| Finlande (Suomen virallinen lista)  | 21                 |
| France (SNEP)                       | 12                 |
| Hongrie (Mahasz)                    | 26                 |
| Irlande (IRMA)                      | 3                  |
| Japon (Oricon)                      | 21                 |
| Norvège (VG-lista)                  | 2                  |
| Pologne (ZPAV)                      | 14                 |
| Pays-Bas (Mega Album Top 100)       | 4                  |
| Portugal (AFP)                      | 9                  |
| Royaume-Uni (UK Albums Chart)       | 2                  |
| Royaume-Uni (R&B Albums)            | 1                  |
| Suède (Sverigetopplistan)           | 8                  |
| Suisse (Schweizer Hitparade)        | 2                  |

## Certifications
| Pays                  | Certification | Unités certifiées |
| --------------------- | ------------- | ----------------- |
| Canada (Music Canada) | Platine       | 80 000            |
| États-Unis (RIAA)     | Platine       | 1 000 000         |
| Portugal (AFP)        | Or            | 7 500             |
| Royaume-Uni (BPI)     | Or            | 100 000           |